# 東京っ子NIGHTお遊びジョーズ
東京っ子NIGHTお遊びジョーズ（とうきょうっこナイトおあそびジョーズ）は文化放送のラジオ番組。1987年4月6日から1989年10月6日まで放送。

## 概要
『東京っ子NIGHT - 』時代は東京都港区海岸3丁目のオンワード樫山 芝浦 第2ビル 7階にあった『TOKYO BAY STUDIO』から放送していた。月曜日 - 木曜日パーソナリティの関秀章は当時、毎週 月曜日に『ファンキートマト』（テレビ神奈川、19:00 - 21:00）の生放送に出演。横浜から港区海岸のスタジオまで、30分で移動しなければならなかったため、時間内に入れるかどうかが話題となっていた。1987年5月5日の放送では間に合わず、スタジオに予め待機していた金曜日パーソナリティの太田英明が途中まで進行して、関がスタジオに入って来た所から、その日は二人で最後まで進行した。
『東京っ子NIGHT - 』時代のオープニングテーマ曲は、スウィング・アウト・シスターの曲『ブレイクアウト』をアレンジして製作したオリジナルヴァージョンの曲。
当番組の放送開始前にマスコミ関係者らを招待して、番組スタート記念パーティーを開催。番組宣伝活動を大々的に行ったが、当番組の聴取率は前番組『新てるてるワイド 吉田照美のふッかいあな』の末期のそれを下回った。『 - ふッかいあな』のパーソナリティを務めていた吉田照美が担当した平日帯 昼ワイド番組『吉田照美のやる気MANMAN!』の放送中、当番組の状況を見るに見かねて「文化の夜、ガタガタじゃねえかよ!」「俺を夜に戻せ」などと発言した。
1988年4月のリニューアル後はタイトルから「東京っ子NIGHT」が取れて『（ちびっこギャングの - 、RATS FAMILY 桑野信義の - ）お遊びジョーズ』となり、TOKYO BAY STUDIOを離れ、同局 四谷の本社スタジオ（当時）からの生放送に変更となった。

## パーソナリティ

### 1987年4月 - 1988年3月
- 月 - 木曜：関秀章（放送作家）[5]
- 金曜：太田英明（文化放送アナウンサー）

### 4月 - 1989年9月
- 月 - 木曜：ちびっこギャング
- 金曜：桑野信義[6]

## 放送時間
- 月 - 金曜 21:30 - 24:00（1987年4月 - 1988年3月）
- 月 - 金曜 21:40 - 24:00（4月 - 1989年3月）
- 月 - 金曜 22:00 - 24:00[7]（4月 - 9月）

## 番組構成

### 1987年当時のタイムテーブル
- 21:30 オープニング
- 21:35 東京奇々怪界：番組のメインコーナー。東京などの様々な超常現象や面白い情報をネタにトークを展開していく。リスナーが「奇々ちゃん」「怪界ちゃん」チームに分かれて、その日のテレビ音楽番組やヒットチャートから出題するクイズに答える対抗戦「奇々怪界ゲーム」などがあった[8]。コーナータイトルはスポンサーのタイトーのゲーム『奇々怪界』（当時、ファミコン版が発売された）に由来する。
- 21:45 異文化見聞録 コロンブスのゆで卵：ナレーションは久米明。日本のあらゆる異文化コミュニケーションを独自解析していく。前番組『新てるてるワイド 吉田照美のふッかいあな』の1コーナーだったが唯一、継続した。1988年4月からは、21:30 - 21:40の独立した番組となる（1989年3月まで）。
- 21:55 文化放送 スポットニュース、スポーツニュース
- 22:00 私鉄沿線お遊びジョーズ：東京の話題や珍情報、各路線の沿線のヒロイン、気になる駅員などを紹介したコーナー。東京ならではのCMソングなどを不定期で特集した。「私鉄沿線バカ息子」の企画があり、当時16歳の高橋栄君(仮名)が出演した。
- 22:10 今週の歌
- 22:15 味の素TEENS枠：アイドル番組枠。味の素の炭酸飲料「TEENS」とのタイアップ。現在、同商品は販売していない。
  - 1987.4 - 9 Teens'ギャング男闘呼組：歌手デビュー前の男闘呼組がパーソナリティを務めた。前期の月 - 木曜はオリジナル ラジオドラマ。金曜はハガキ紹介などのトーク中心の構成。後期はラジオドラマが廃され、メンバー独自の感性を生かした企画となる。
  - 1987.10 - 1988.9 Teens'ブリブリCLUB：当時『スケバン刑事III 少女忍法帖伝奇』の風間三姉妹役で人気だった大西結花と中村由真がパーソナリティを務めた。1988年のリニューアル後も継続。1988年10月からは渡辺満里奈と小沢なつき。1989年4月からは小沢に代わり、今井麻起子がパーソナリティを務めた。
- 22:25 ROOM1025：ゲストを招いてのトーク コーナー。このコーナーは1週遅れで、ラジオ大阪、KBCラジオへネット。
- 22:34 TOKYO ELEGANT WAVE：パーソナリティは歌手で、モデルのジャッキー・リン。
- 22:49 TOKYO BAYエイリアン：リスナー参加型のクイズコーナー　
  - タルリュウの冒険（1987.4 - 7）…タルリュウとはインド洋に棲んでいた海獣。そのタルリュウが東京湾へ流れ着いて、様々な難問にぶつかっていく。リスナーはそのタルリュウに成り代わり、難問・珍問を解決していくという「ジュラシック・パーク」調のRPG型クイズ[8]。敗退時のBGMもシュールだった。
  - BACK TO THE SHOCK（1987.8 - 11）…歴史上の人物、歴史的事件を紐解くクイズ。
  - ジョーズが出てきて こんばんわ!!（1987.12 - 1988.3）
- 23:00 フリートーク
- 23:02 SCHOOL'S OUT：パーソナリティは大友康平、千倉真理。NRN系 全国33局ネット。
- 23:30 東京っ子NIGHT ちょっと頭が太りすぎ!?　リスナー投稿型のハガキネタコーナー
- 23:40 中森明菜の太田君がんばって!：中森明菜がパーソナリティを務めた。全国の太田さんにエールを送る番組。途中から金曜に登場したゴキブリの「ゴキちゃん」（声：京田尚子）は強烈毒舌キャラだった。
- 23:50 GIVE ME CHOCOLATE!?：番組ラストの英会話コーナー。1988年4月からは「英語探偵団」に改題。
- 23:55 エンディング
- その他：「木曜チェック」、「ミュージックズバコン」など。

### 1988年以降の主なコーナー
- WAI WAI PARTY（30分枠のコーナー。ゲストと共に電話でリスナーと遊んだり、毎日違う内容で行った。1989年4月からは単独番組枠となる）
- クイズマシンガン（リスナー参加型クイズ）
- POP OF THE WORLD（ちょっと落ち着いたトークと音楽のコーナー）
- GAG ROOM 1134（リスナー参加型のハガキネタコーナー）
- なんもかんもNIGHT 笑ってギャグトピア（1989年4月からのハガキネタコーナー）
- ☆WILD KNIGHTS 男闘呼組（『15はドキドキ ピンクコング』から移動）
- ☆西村知美の今夜もパジャマ気分
- ☆田村英里子のマシュマロワンダーランド
- ☆From C Side（1989年4月から。パーソナリティ：徳永英明、太田英明。NRN系 全国33局ネット）

- （☆ - は内包番組）
（出典：『ラジオ番組表』三才ブックス）

## 野球中継との兼ね合い
文化放送では1985年（昭和60年）から、平日夜に他局と同様のスタイルの野球中継『文化放送ライオンズナイター』を投入した。しかし、当時はプロ野球パシフィック・リーグの試合時間が試合開始後3時間を超えて新たなイニングに入らないというルールだったため、18時開始の西武ライオンズ球場での西武主催ゲームを中継することを前提に、ライオンズナイターは21:30までとして延長なしと設定された。このため、1987年（昭和62年）シーズンは前番組の『ふッかいあな』と同様、当番組はナイターシーズン中でも定時スタートができた。
1988年（昭和63年）シーズンは、パ・リーグの試合時間制限が前年よりも1時間長い延長12回かつ試合開始後4時間を超えて新たなイニングに入らないとされたが、文化放送は引き続き21:30での放送打ち切りを継続した。しかし、パ・リーグ優勝決定試合となった10月19日のロッテオリオンズ対近鉄バファローズのダブルヘッダーはリスナーの抗議が殺到したため第1試合途中で緊急特番放送が決まり、第2試合終了まで放送して当番組がその分短縮されるという、当時の文化放送では極めて異例の対応がなされた。
1989年（平成元年）シーズンは、前年10月31日に開局したNACK5が筆頭株主になったライオンズの親会社西武鉄道の意向を受けて、国内FM局初の本格的なスポーツ中継に取り組むことになった。ライオンズナイターは21:30での打ち切りを維持したものの、それ以降試合が続く場合はNACK5で試合終了までリレー放送する形とした。

文化放送での平日ナイター中継延長が実現するのは、当番組の後継となった『ラジオバカナリヤ』まで待つことになる。試合終了までの完全中継はさらに遅く、1992年（平成4年）の『サスケの夜はこんびんば!』まで実現しなかった。